# Löwenbrunnen (Braunschweig)

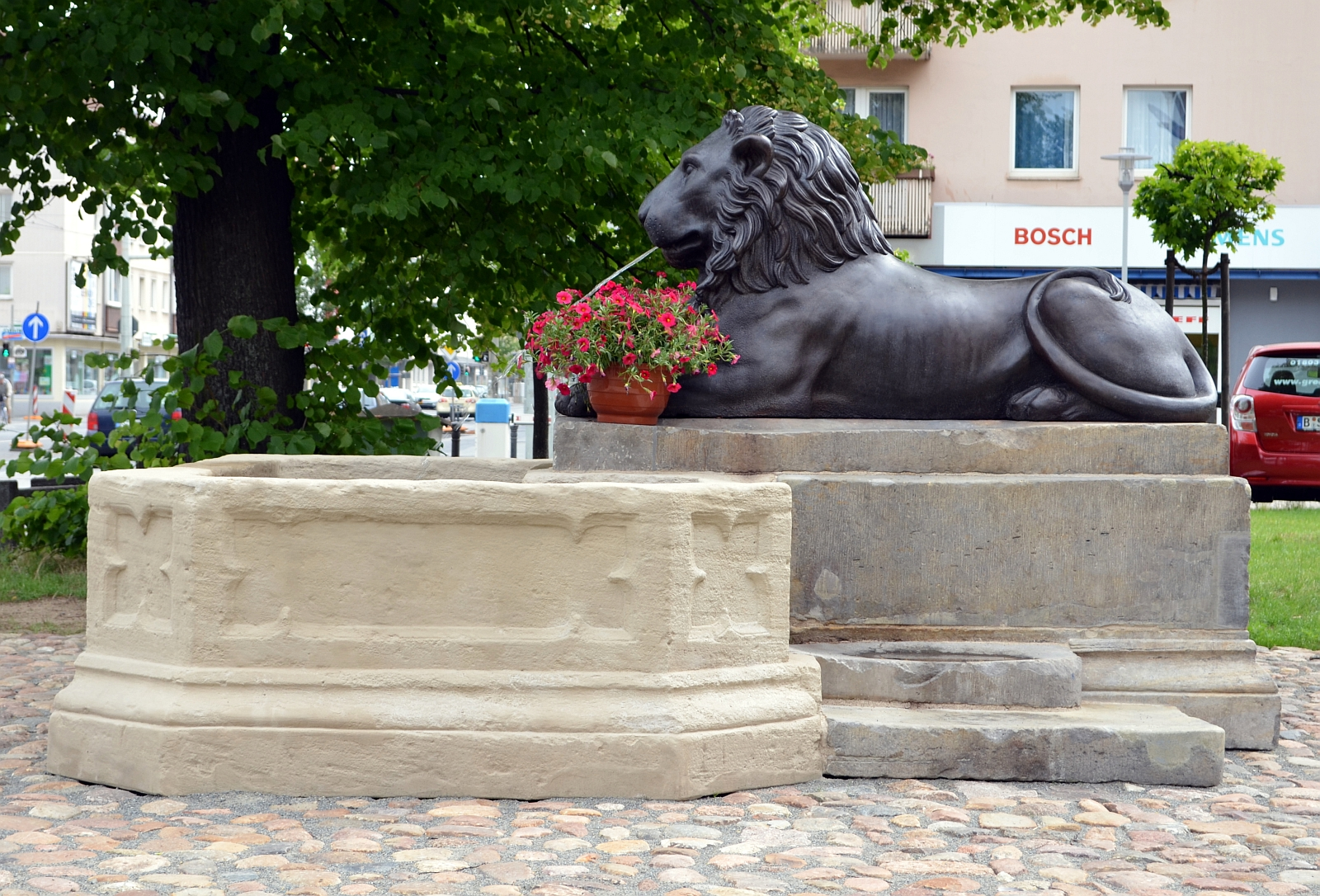
Der 2012 wieder aufgestellte Löwenbrunnen

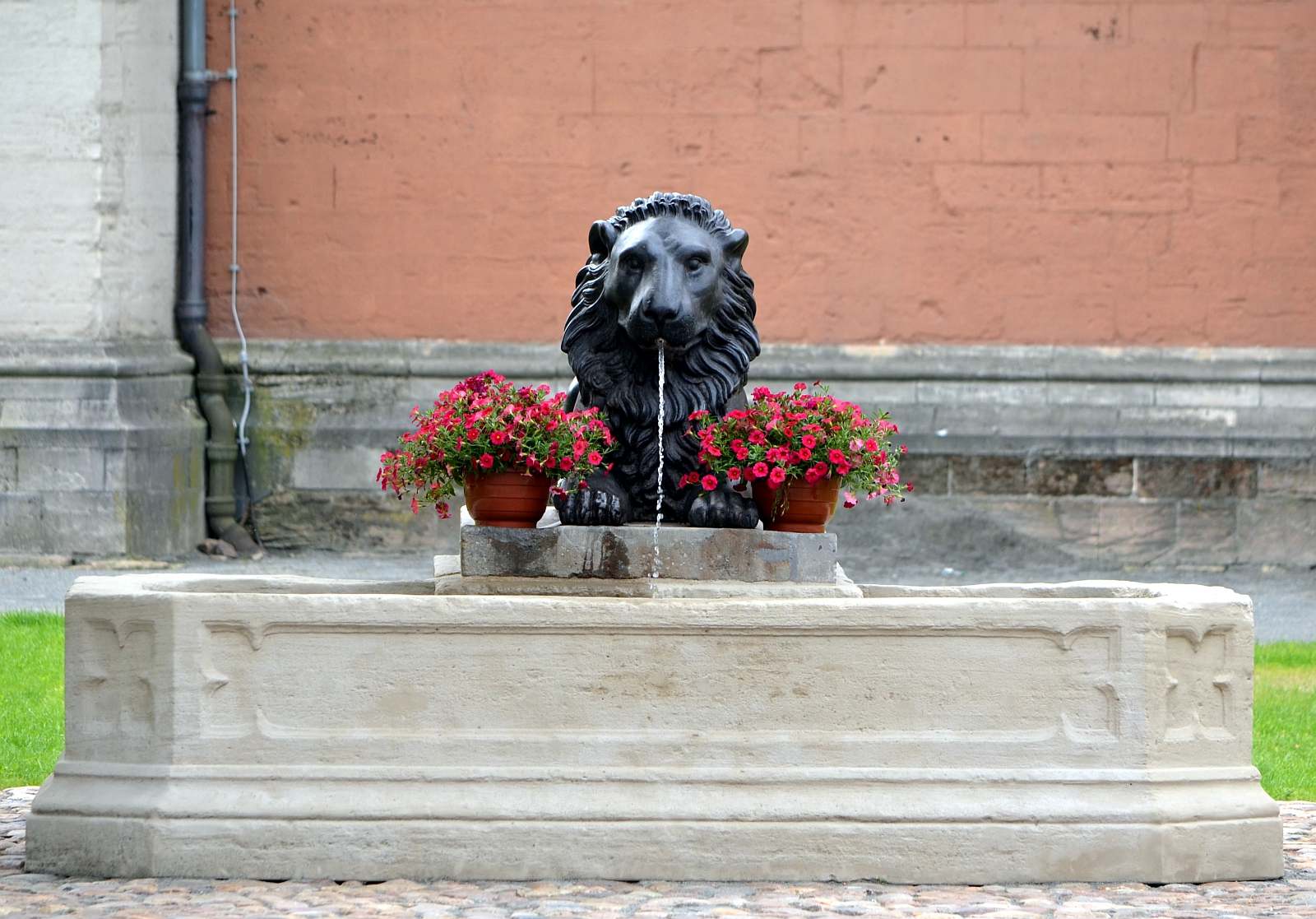
Frontale Ansicht

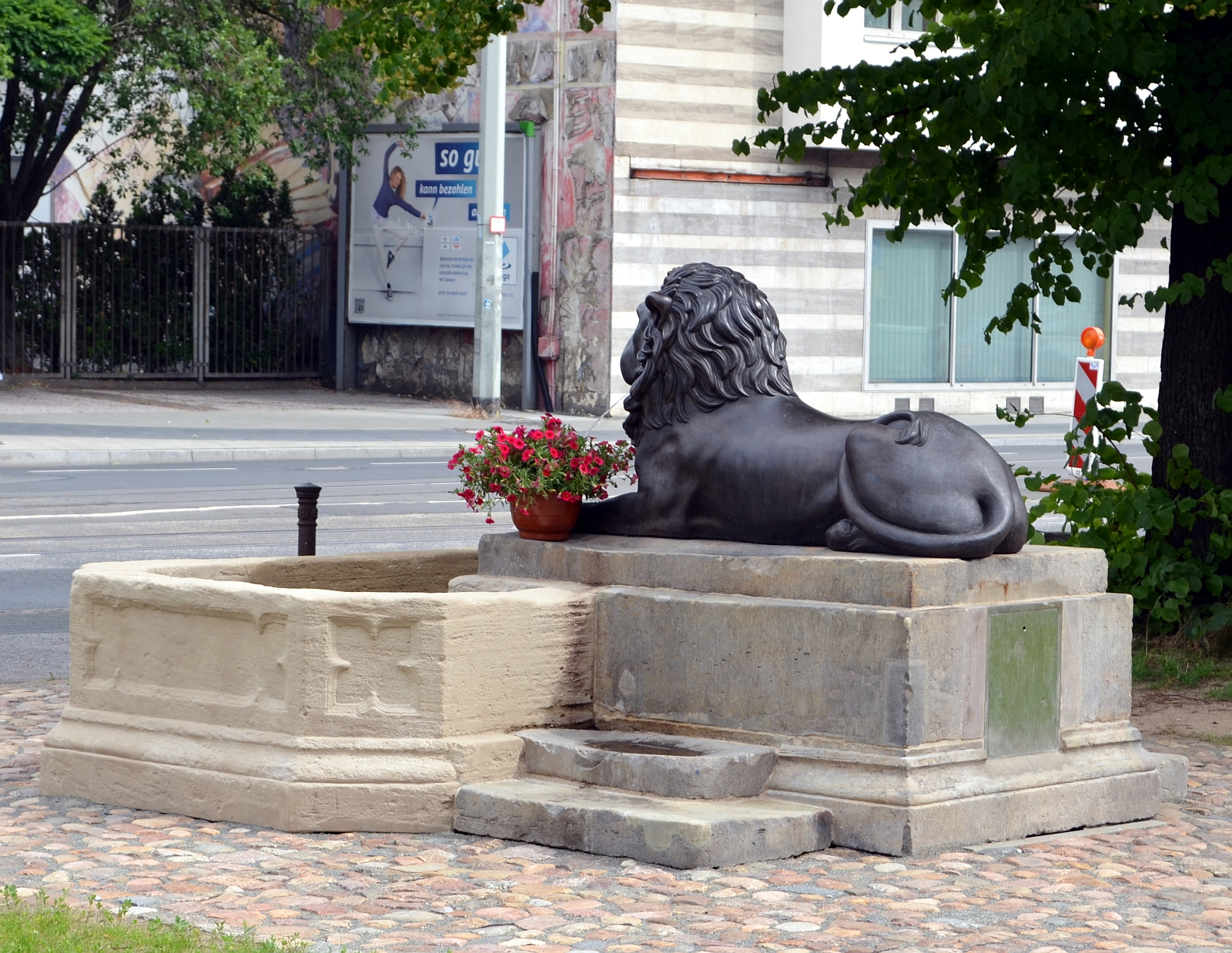
Der Brunnen liegt direkt an der Fallersleber Straße

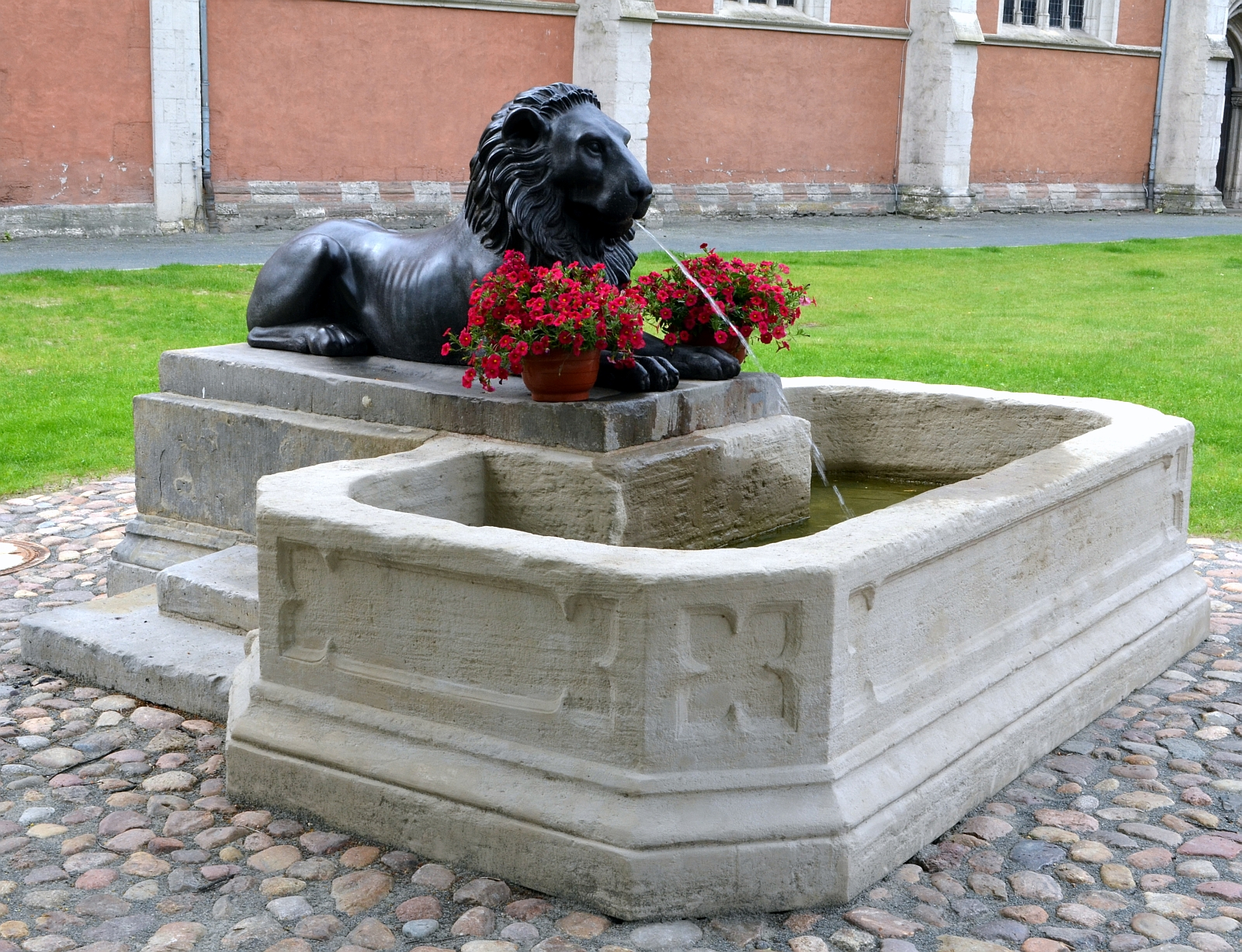
Im Hintergrund die Katharinenkirche

Der Löwenbrunnen um 1880

Der Löwenbrunnen in Braunschweig wurde entweder 1822 oder 1842 auf dem nördlichen Vorplatz der Katharinenkirche in Braunschweig errichtet.

## Vorgeschichte
In den Koalitions- und Befreiungskriegen gegen Napoleon I. kämpften auch Truppen des besetzten ehemaligen Herzogtums Braunschweig-Lüneburg. In diesen Kämpfen fielen viele Braunschweiger, darunter Herzog Karl Wilhelm Ferdinand (1806 in der Schlacht bei Jena und Auerstedt) sowie sein Sohn Herzog Friedrich Wilhelm (1815 in der Schlacht bei Quatre-Bras). Zu Ehren der beiden Gefallenen entwarf Architekt Peter Joseph Krahe ein Denkmal, das sich auf dem Löwenwall befindet und am 13. August 1823 eingeweiht wurde. Im Zentrum des ovalen Platzes erhebt sich ein 22 m hoher Obelisk aus Metall, der auf einem treppenartigen Steinsockel steht. An den vier Ecken, erhöht auf Sockeln, liegt je ein überlebensgroßer Löwe aus Gusseisen. Diese Löwen entstanden nach einem Entwurf von Bildhauer Johann Gottfried Schadow. Sowohl der Obelisk als auch die Löwen wurden in den "Fürstlichen Braunschweigischen Hüttenwerken", einer Gießerei in Zorge/Harz, gefertigt.

## Brunnen
Nach Kimpflinger wurde zusätzlich zu den vier Löwenwalllöwen noch ein fünfter Löwe als „Ersatz“ für den Fall eines Transportschadens auf dem Weg von der Gießerei nach Braunschweig gegossen. Nach Spies handelt es sich hierbei jedoch um eine Legende: Bei der Neuanlage des Katharinenfriedhofs im Jahre 1842 bestellte der Braunschweigische Hofbaumeister Carl Theodor Ottmer bei der Gießerei, die noch über das Schadowsche Modell verfügte, einen weiteren Löwen. Dieser wurde der Katharinengemeinde übergeben, die einen einfach behauenen Sockel aus Werkstein anfertigen ließ, auf welchem der Löwe lag. Der Brunnen wurde auf dem dreieckigen Platz auf der Nordseite der Kirche an der Fallersleber Straße aufgestellt und diente ursprünglich als Tränke für Pferde sowie als Wasserstelle für die Marktleute auf dem nur wenige Meter entfernten Hagenmarkt. Das Wasser wurde aus dem etwa ein Kilometer entfernten Hägener Jödebrunnen herangeführt, der an der heutigen Wiesenstraße lag.
Nachdem der Brunnen die großflächige Zerstörung der Braunschweiger Innenstadt während des Zweiten Weltkrieges weitgehend unbeschadet überstanden hatte, blieb er bis 2003 an seinem ursprünglichen Standort, hatte allerdings seine Funktion verloren. Erst im Zuge von Bauarbeiten auf dem Kirchenvorplatz wurde er auf dem Gelände des städtischen Bauhofes eingelagert. Mit finanzieller Unterstützung der Richard-Borek-Stiftung war zunächst ein Wiederaufbau des Löwenbrunnens für das Jahr 2010 geplant. Schließlich wurde der Löwenbrunnen im Frühling 2012 wieder an seinem angestammten Platz aufgestellt.